# Universitair Sportcentrum KU Leuven
KU Leuven Sportcampus Arenberg, ook Sportkot genoemd, is een sportcentrum in Heverlee, een deelgemeente van de Belgische stad Leuven. De sportaccommodaties worden voornamelijk gebruikt door studenten van de faculteit Bewegings- en Revalidatiewetenschappen van de Katholieke Universiteit Leuven, maar ook andere studenten en personeelsleden van de KU Leuven en andere hoger onderwijsinstellingen maken er gebruik van.
Het complex is gelegen tussen het Arenbergpark en de R23, de ringweg rond Leuven. De Dijle stroomt langs het complex. Aan de overzijde van deze rivier ligt het King Power at Den Dreef Stadion. De sportcampus ligt in het oostelijk deel van Campus Arenberg.

## Geschiedenis

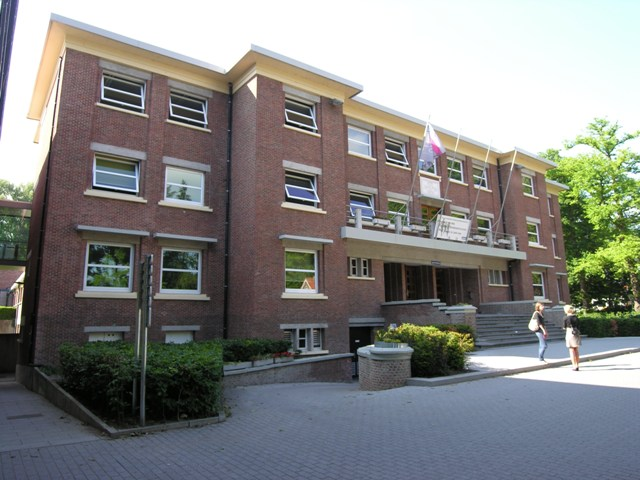
Het Instituut voor Lichamelijke Opvoeding.

De geschiedenis van Sportcampus Arenberg is nauw verbonden met die van de faculteit Bewegings- en Revalidatiewetenschappen. In 1940 opende het Instituut voor Lichamelijke Opleiding (ILO) in het huidige gymnasiumgebouw. Het volgende jaar werden ook een atletiekpiste en enkele sportvelden in gebruik genomen. In 1969 werd een nieuwe sporthal (thans het Gebouw De Nayer) in gebruik genomen en in 1993 volgde de KBC-Sporthal.
In 2015 opende een nieuwe indooratletiekhal en in 2018 opende ter vervanging van de KBC-Sporthal een nieuwe indoortopsporthal, die ook door de nationale volleybalploegen gebruikt wordt.

## Accommodaties
De sportcampus omvat een atletiekpiste, een Finse piste en velden voor basketbal, beachvolleybal, minivoetbal, rugby en tennis, en twee voetbalvelden van kunstgras.
In het Gebouw De Nayer bevinden zich naast een grote indoorsporthal ook aparte zalen voor tafeltennis, fitness, dans en vechtsport. Het complex beschikt ook over een gymnasium met twee turnzalen, een zwembad van 25 meter, een sporthal met vier balsportvelden, een fitness, indoor beachvolleybalvelden en een indoor atletiekhal met een atletiekbaan van 85 meter.
De KU Leuven beschikt naast Sportcampus Arenberg ook over externe sportaccommodaties.